# 27515 Gunnels
27515 Gunnels è un asteroide della fascia principale. Scoperto nel 2000, presenta un'orbita caratterizzata da un semiasse maggiore pari a 2,4615509 UA e da un'eccentricità di 0,1791333, inclinata di 2,32942° rispetto all'eclittica.